# نظر أقا (زيرراه)
نظر أقا (بالفارسية: نظرآقا) هي قرية تقع في إيران في قسم زيرراه الريفي. يقدر عدد سكانها بـ 2,146 نسمة .